# Mad Curry
Mad Curry est un groupe de musique de jazz prog rock . une combinaison de jazz, rock et de musique progressive.

## Membres
- Viona Westra
- Giorgio Chitchenko
- Joost Geeraerts
- Danny Rousseau
- Jean Vandooren
- Eddy Verdonck

## Discographie

### Album
- 1971 Mad Curry

### Single
- 1971 Antwerp